# 한글 바이오스
한글 바이오스는 마이크로소프트가 MS-DOS와 윈도우 9x 계열 운영 체제에서 사용할 수 있도록 개발한 바이오스 소프트웨어이다. 도스 프롬프트에서 한국어 문자의 입출력을 제공하기 위한 목적으로 사용된다. 실행되는 파일명은 HBIOS 또는 MSHBIOS라는 이름으로 제공되며, DOS용 부팅 디스켓의 한 부분이기도 하다. 윈도우 9x의 경우 윈도우 NT 계열 운영 체제와 달리 윈도우용 IME에서 접근이 불가능하다.
"MSHBIOS /U" 명령을 이용하여 메모리에서 바이오스를 언로드할 수 있다. "HCODE /E" 또는 "CHCP 437" 명령을 사용하여 영어 모드로 전환하고 "HCODE /K" 또는 "CHCP 949" 명령을 사용하여 다시 한국어 모드로 전환할 수 있다.
S3 Graphics 계열 그래픽 카드와 같이 640*400, 720*384해상도를 지원하지 않는 그래픽 카드가 장착되어 있는 경우 제대로 작동하지 않는다.